# Laurenz Mayer

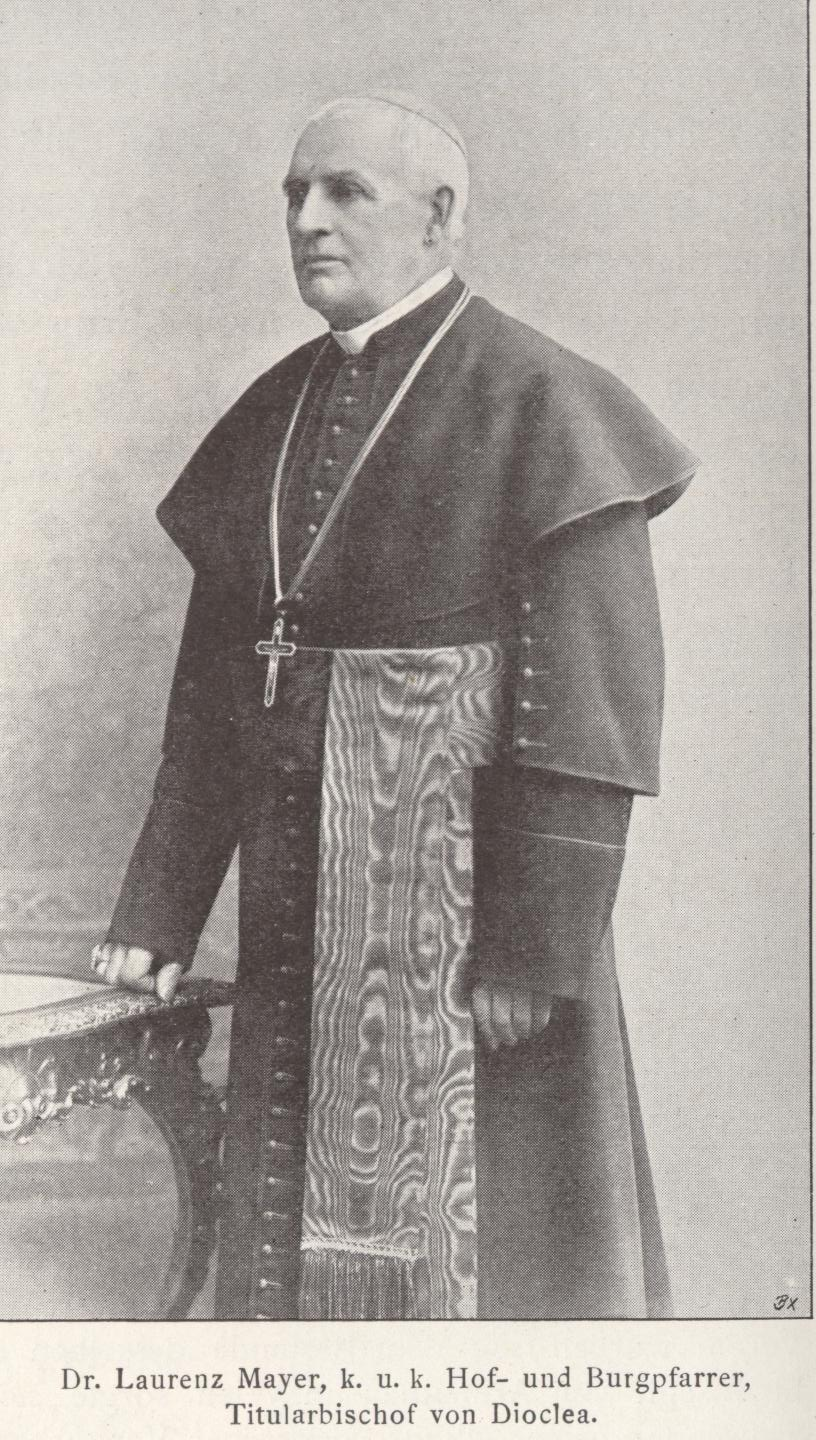
Bischof Laurenz Mayer

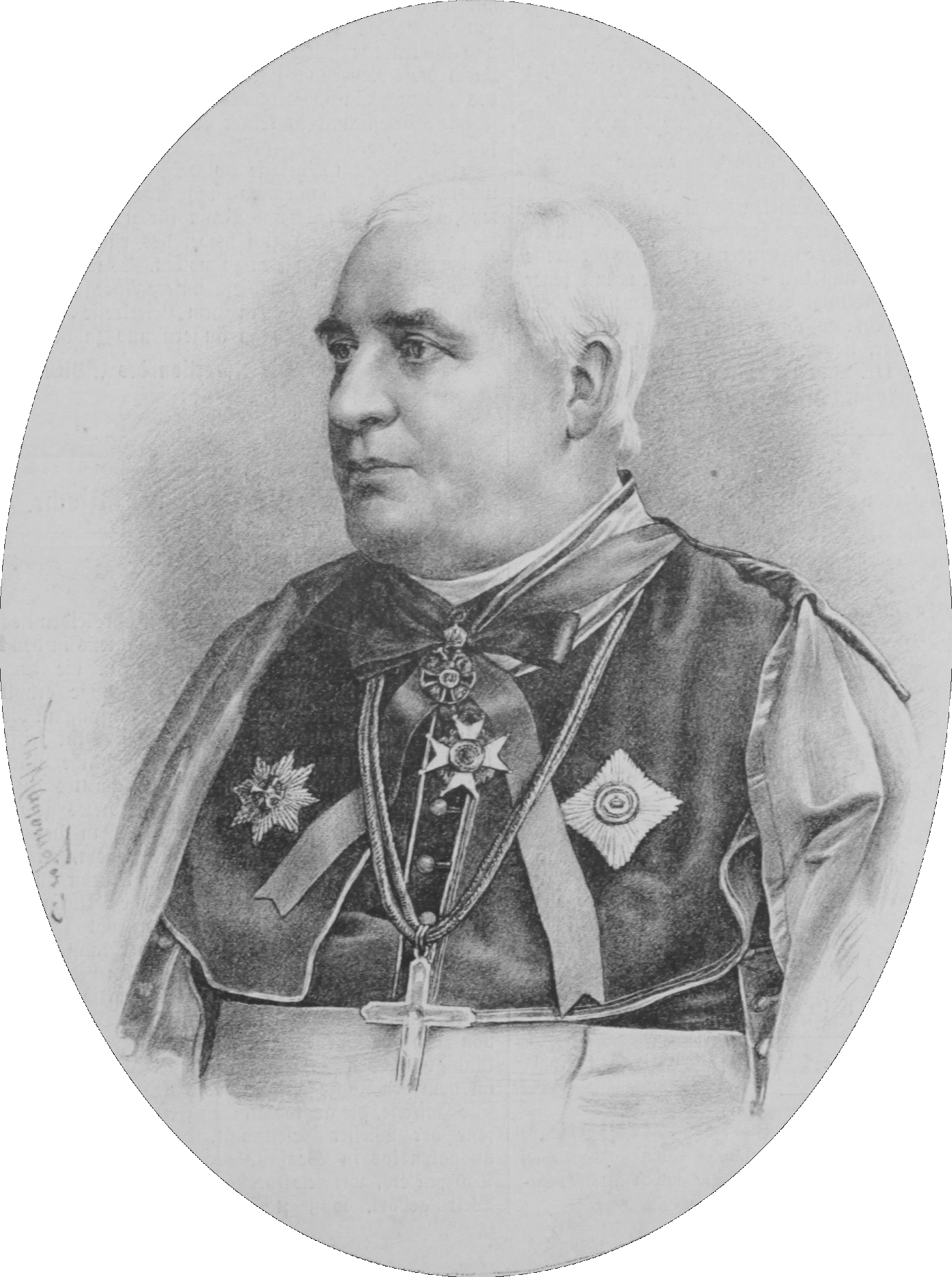
Bischof Laurenz Mayer mit Ordensdekorationen

Laurenz Mayer (auch Laurentius Mayer) (* 26. Juli 1828 in Markgrafneusiedl,  Niederösterreich; † 13. Mai 1912 in Wien) war römisch-katholischer Priester, Wiener Hof- und Burgpfarrer, Weihbischof in Wien und Titularbischof von Dioclea, Beichtvater sowie Berater von Kaiser Franz-Joseph und seiner Familie.

## Leben und Wirken
Laurenz Mayer studierte an der Universität Wien Philosophie, Jura und Theologie. Am 5. August 1853 erhielt er die Priesterweihe und wurde dann Kooperator in Staatz (Niederösterreich). 1854 übernahm er das Amt des Subrektors und Studienpräfekten am Wiener Priesterseminar, gleichzeitig fungierte er als Kooperator der Kirche am Hof (Wien). 1859 promovierte der Geistliche zum Doktor der Theologie.
1860 wurde Laurenz Mayer  Hofkaplan, ab März 1863 Religionslehrer von Kronprinz Rudolph und Erzherzogin Gisela, als Nachfolger von Johann Rudolf Kutschker, dem späteren Kardinal-Erzbischof. 1868 avancierte Mayer zum Beichtvater von Kaiser Franz Joseph, später auch von Kaiserin Elisabeth, 1870 nahm man ihn als Kanoniker in das Domstift St. Stephan auf. 
1876 trat Mayer das Amt des Hof- und Burgpfarrers an, womit er der persönliche Seelsorger der Kaiserfamilie wurde. Da es in jener Zeit am Wiener Hof üblich war, den jeweiligen Hof- und Burgpfarrer durch den Papst zum Weihbischof der Erzdiözese Wien ernennen zu lassen, setzte sich Kaiser Franz Joseph in dieser Hinsicht auch für Mayer  ein, und am 22. Januar 1899 wurde er durch den Apostolischen Nuntius Emidio Taliani (1838–1907) zum Weihbischof in Wien und Titularbischof von Dioclea geweiht. 
1881 begleitete er Kronprinz Rudolph auf einer Orientreise, 1889 gehörte Mayer der amtlichen Kommission an, die den Leichnam des Thronfolgers von Mayerling nach Wien überführte. 1898 empfing der Priester die Leiche der ermordeten Kaiserin Elisabeth in Wien.
Bischof Mayer genoss das Vertrauen aller Mitglieder der kaiserlichen Familie und wurde vielfach geehrt bzw. ausgezeichnet; u. a. trug er den Titel eines wirklichen Geheimen Rates und war Inhaber des Komturkreuzes mit Stern des Franz-Joseph-Ordens.
Der Prälat wird als ein äußerst liebenswürdiger, gebildeter und unterhaltsamer Mensch charakterisiert, man warf ihm jedoch verschiedentlich vor, als Beichtvater und Seelsorger gegenüber den Mitgliedern der Kaiserfamilie zu nachsichtig gewesen zu sein.
Von 1904 bis 1912 war Laurenz Mayer Präsident der „Gesellschaft zur Herausgabe von Denkmälern der Tonkunst in Österreich“; der Sozialreformer Franz Martin Schindler wurde von ihm gefördert.
Als Laurenz Mayer 1912 starb, wurde er auf dem Hietzinger Friedhof (Gruppe 19, Nr. 134) begraben. Ernst Seydl (1872–1952) folgte ihm als letzter Hof- und Burgpfarrer sowie Weihbischof in Wien ("Hofbischof") nach.